# Nová Lesná
Nová Lesná este o comună slovacă, aflată în districtul Poprad din regiunea Prešov. Localitatea se află la altitudinea de 748 m deasupra n.m., se întinde pe o suprafață de 4,17 km2 și în 2017 număra 1.647 de locuitori. Se învecinează cu comuna Mlynica.

## Istoric
Localitatea Nová Lesná este atestată documentar din 1315.

## Demografie
| An:                | 1994 | 2004    | 2014   | 2024   |
| ------------------ | ---- | ------- | ------ | ------ |
| Număr de persoane: | 1200 | 1522    | 1556   | 1646   |
| Diferență:         |      | +26,83% | +2,23% | +5,78% |

| An:                | 2023 | 2024   |
| ------------------ | ---- | ------ |
| Număr de persoane: | 1649 | 1646   |
| Diferență:         |      | −0,18% |